# Ruisseau Bignell
Pour les articles homonymes, voir Bignell.
Ne doit pas être confondu avec Bagnell.
Le ruisseau Bignell est un tributaire de la baie Adolphe-Poisson située sur le versant sud-ouest du réservoir Gouin. Ce ruisseau coule entièrement en zone forestière dans l'La Tuque, dans la région administrative de la Mauricie, au Québec, au Canada.
Le ruisseau Bignell coule successivement dans les cantons de Provancher et de Poisson. La foresterie constitue la principale activité économique de cette vallée ; les activités récréotouristiques, en second.
Une route forestière secondaire dessert la partie ouest de la vallée du ruisseau Bignell. La route 404, reliant le village de Clova à la baie du Sud du lac Bureau dessert le sud du lac Duchamp et l'ouest du lac Tessier ; cette route relie au sud-est la route 400 laquelle passe au barrage Gouin. Quelques routes forestières secondaires sont en usage à proximité pour la foresterie et les activités récréotouristiques.
La surface du ruisseau Bignell est habituellement gelée de la mi-novembre à la fin avril, toutefois la circulation sécuritaire sur la glace se fait généralement du début décembre à la fin de mars.

## Géographie
Le bassin versant du ruisseau Bignell s'avère le plus à l'ouest du versant du réservoir Gouin ; la ligne de partage des eaux avec le versant de la rivière Mégiscane est située du côté ouest entre 1,5 km et 3,0 km du cours du ruisseau Bignell. Les bassins versants voisins du ruisseau Bignell sont :
- côté nord : réservoir Gouin, baie Mattawa, baie Adolphe-Poisson, baie Hanotaux, baie Saraana ;
- côté est : rivière Flapjack, lac Tessier, rivière Oskélanéo, lac Oskélanéo, lac Bureau ;
- côté sud : rivière Flapjack, rivière Tamarac, rivière Clova, rivière aux Bleuets ;
- côté ouest : rivière Tamarac, ruisseau Provancher, rivière Mégiscane.

Le ruisseau Bignell prend naissance à l’embouchure d’un lac non identifié (longueur : 1,6 km ; altitude : 424 m) entouré de marais. L’embouchure de ce lac de tête est située à :
- 20,0 km au nord-ouest du centre de Clova où passe le chemin de fer du Canadien National ;
- 11,9 km au sud de l’embouchure du ruisseau Bignell (confluence avec la baie Adolphe-Poisson) ;
- 22,4 km au sud de l’embouchure de la baie Adolphe-Poisson ;
- 55,0 km au sud-est du centre du village de Obedjiwan (situé sur une presqu’île de la rive nord du réservoir Gouin) ;
- 99,3 km sud-ouest du barrage Gouin érigé à l’embouchure du réservoir Gouin (confluence avec la rivière Saint-Maurice)[2].

À partir de l’embouchure du lac de tête, le cours du ruisseau Bignell coule sur 8,7 km selon les segments suivants :
- 3,2 km vers le nord, d’abord en traversant un lac non identifié (longueur : 0,9 km ; altitude : 423 m), puis un second lac non identifié (longueur : 1,5 km ; altitude : 422 m), jusqu’à l’embouchure de ce dernier ;
- 5,8 km vers le nord jusqu’à la limite sud du canton de Poisson ;
- 5,6 km vers le nord dans le canton de Poisson en traversant trois lacs non identifiés, jusqu’à l’embouchure du dernier ;
- 2,9 km vers l'ouest, puis vers le nord, dans le canton de Provancher, jusqu’à l'embouchure de la rivière[3].

L’embouchure du ruisseau Bignell est localisée à :
- 29,5 km au nord du chemin de fer du Canadien National) ;
- 31,5 km au nord-ouest du centre de Clova ;
- 9,3 km au sud de l’embouchure de la baie Adolphe-Poisson ;
- 46,3 km au sud-est du centre du village de Obedjiwan lequel est situé sur une presqu’île de la rive nord du réservoir Gouin ;
- 98,6 km au sud-est du barrage Gouin ;
- 135 km à l'ouest du centre du village de Wemotaci (rive nord de la rivière Saint-Maurice) ;
- 224 km au nord-ouest du centre-ville de La Tuque[4].

L’embouchure du ruisseau Bignell conflue avec la baie Adolphe-Poisson. De là, le courant coule sur 135,2 km jusqu’au barrage Gouin, selon les segments suivants :
- 12,7 km vers le nord en traversant la baie Adolphe-Poisson, puis vers le nord-est en traversant un détroit jusqu’au lac du Mâle ;
- 40,6 km vers le nord-est en traversant le lac du Mâle et la partie ouest du réservoir Gouin jusqu’à la hauteur du village d’Obedjiwan ;
- 81,9 km vers l’est, en traversant le lac Marmette, puis vers le sud-est en traversant notamment le lac Brochu puis vers l'est en traversant la baie Kikendatch, jusqu’au barrage Gouin.

À partir de ce barrage, le courant emprunte la rivière Saint-Maurice jusqu’à Trois-Rivières.

## Toponymie
Le terme Bignell se réfère à un patronyme de famille d’origine anglaise.
Le toponyme ruisseau Bignell a été officialisé le 5 décembre 1968 à la Commission de toponymie du Québec, soit à sa création.